# Synchlora
Synchlora är ett släkte av fjärilar. Synchlora ingår i familjen mätare.

## Bildgalleri

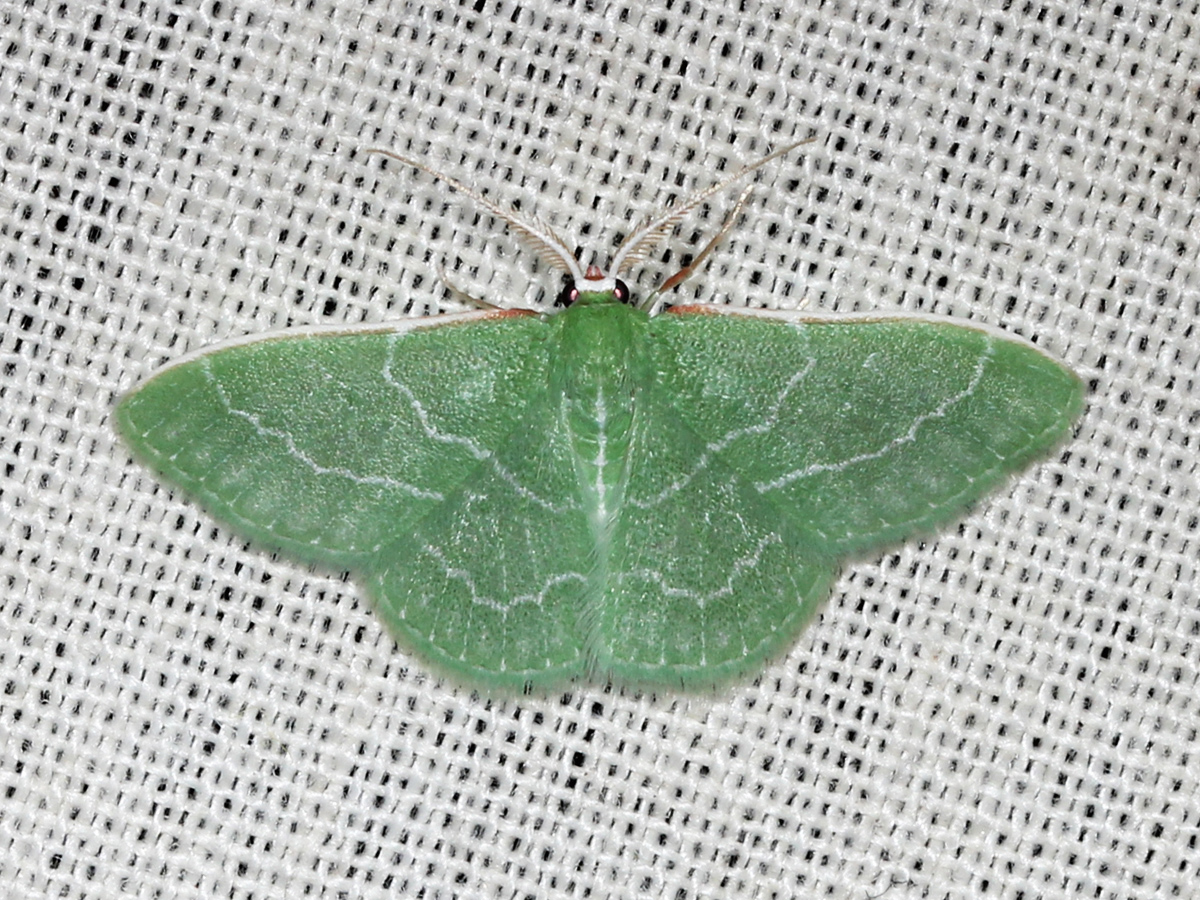
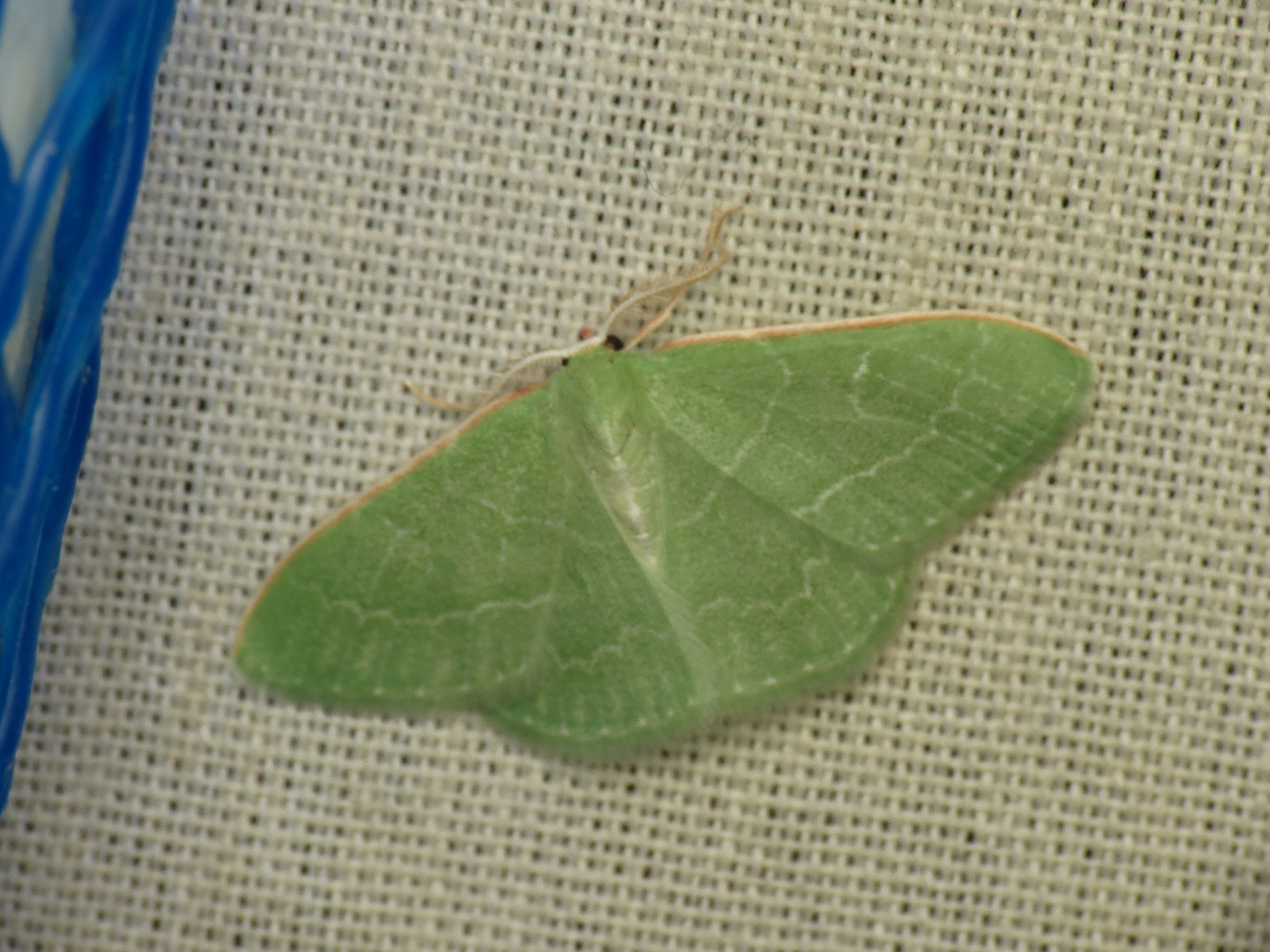
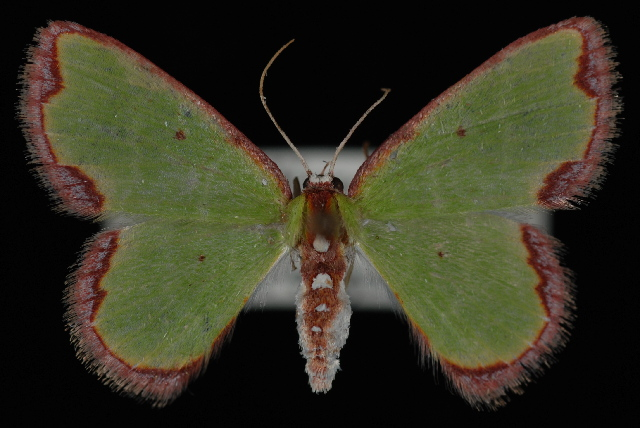
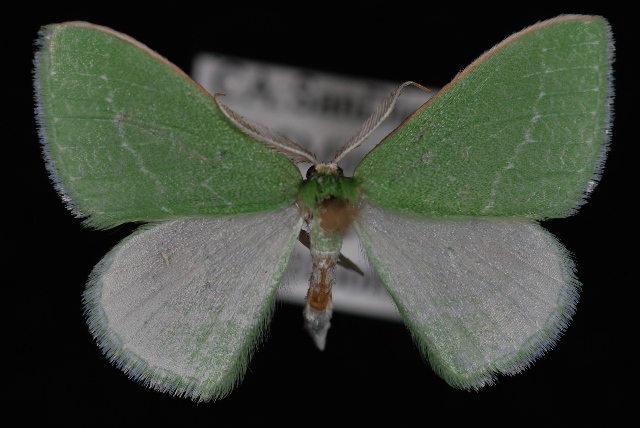
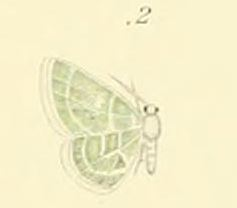

## Dottertaxa tillSynchlora, i alfabetisk ordning[1]
- Synchlora aerata
- Synchlora albicostaria
- Synchlora albimargo
- Synchlora albolineata
- Synchlora apicata
- Synchlora astraeoides
- Synchlora atrapes
- Synchlora atrapoides
- Synchlora attendaria
- Synchlora avidaria
- Synchlora bidentifera
- Synchlora bonhotei
- Synchlora concinnaria
- Synchlora congruata
- Synchlora croceofimbriata
- Synchlora cupedinaria
- Synchlora cupidenaria
- Synchlora decorata
- Synchlora delicatula
- Synchlora denticularia
- Synchlora dependens
- Synchlora despictata
- Synchlora diaphana
- Synchlora dorsuaria
- Synchlora ephippiaria
- Synchlora excurvaria
- Synchlora frondaria
- Synchlora gerularia
- Synchlora glaucaria
- Synchlora gracilaria
- Synchlora guadelupensis
- Synchlora herbaria
- Synchlora hulstiana
- Synchlora indeclararia
- Synchlora indecora
- Synchlora independens
- Synchlora intacta
- Synchlora irregularia
- Synchlora isolata
- Synchlora jucunda
- Synchlora leucoceraria
- Synchlora lineimargo
- Synchlora liquoraria
- Synchlora louisa
- Synchlora magnaria
- Synchlora marginiplaga
- Synchlora megastigma
- Synchlora merlinaria
- Synchlora mimicata
- Synchlora minuata
- Synchlora niveus
- Synchlora noel
- Synchlora ocellata
- Synchlora pallida
- Synchlora pomposa
- Synchlora pulchrifimbria
- Synchlora rubivora
- Synchlora rubivoraria
- Synchlora rubrifrontaria
- Synchlora rufidorsaria
- Synchlora rufilineata
- Synchlora rufofrontaria
- Synchlora santctae-crucis
- Synchlora sitellaria
- Synchlora stollaria
- Synchlora superaddita
- Synchlora suppomposa
- Synchlora tenuimargo
- Synchlora tricoloraria
- Synchlora trujilloi
- Synchlora tumefacta
- Synchlora undulosa
- Synchlora venustula
- Synchlora xysteraria